# Manfred Carrington

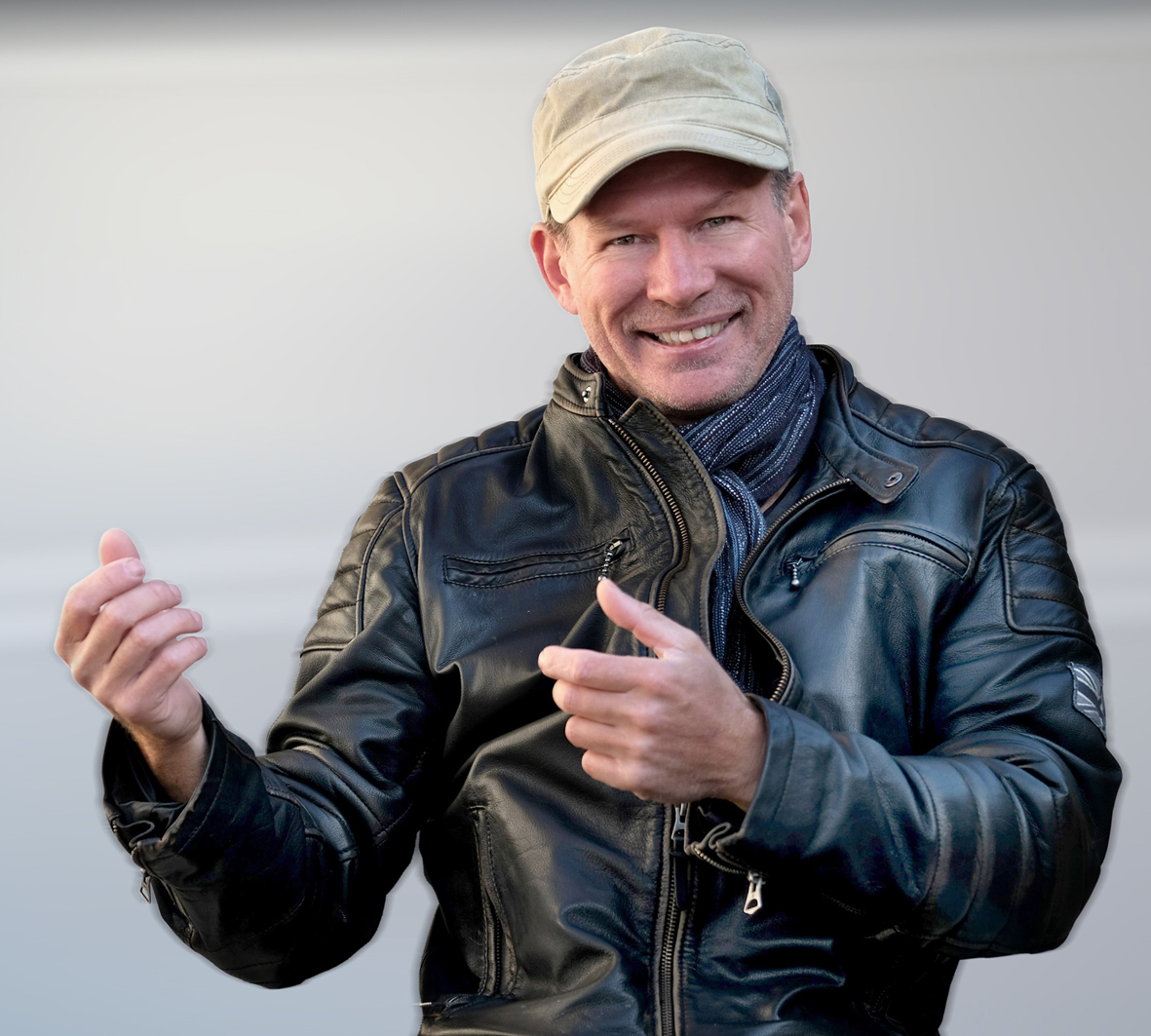
Manfred Carrington (2019)

Manfred Carrington (* 4. Oktober 1967 in Linz) ist ein österreichischer Fotograf, Grafiker, Autor, Verleger und Heimatforscher.

## Leben und Wirken
Carrington gründete 1996 die Werbeagentur Herkules Artwork und 2009 den in Linz-Ebelsberg etablierten Lentia-Verlag, der mittlerweile zu einem der führenden Verlage für Heimatgeschichte in Oberösterreich geworden ist und eine umfangreiche historische Fotosammlung besitzt. Außerdem ist Carrington Herausgeber der Zeitung Linz-Süd Aktuell.
Als Heimatforscher ist Carrington vor allem im Bereich Linz und Umgebung tätig. Auch Gemeindechroniken (z. B. von Traun, Pasching, St. Florian) und Firmenchroniken wie etwa für Siemens, Rosenbauer und Linz Textil stellte er zusammen.

## Publikationen (Auswahl)
- Der Süden von Linz. (mit Andreas Reiter), Lentia-Verlag, ISBN 978-3-200-01044-4.
- Ebelsberg & Pichling bei Linz. (mit Andreas Reiter), Lentia-Verlag, Linz 2006, ISBN 978-3-9502622-0-9.
- Linz in alten Ansichten von Pichling bis Urfahr 1925-1965. (mit Helmut Beschek), Lentia-Verlag, ISBN 978-3-950-1140-8-9.
- Ebelsberg, ein geschichtlicher Rundgang. (mit Andreas Reiter), Lentia-Verlag, Linz 2009, ISBN 978-3-9502622-2-3.
- Ebelsberg 1809. (mit Andreas Reiter), Lentia-Verlag, Linz 2009, ISBN 978-3-9502622-1-6.
- Linz. Streiflichter zur Stadtgeschichte. Band 1 (mit Andreas Reiter), Lentia-Verlag, ISBN 978-3-9502622-3-0.
- Linz. Streiflichter zur Stadtgeschichte. Band 2. Die Feuerwehren der Stadt 1851-1945. (mit Andreas Reiter), Lentia-Verlag, ISBN 978-3-9502622-4-7.
- Linz. Streiflichter zur Stadtgeschichte. Band 3. Die Feuerwehren der Stadt 1946-1985. (mit Andreas Reiter), Lentia-Verlag, ISBN 978-3-9502622-5-4.
- Linz. Streiflichter zur Stadtgeschichte. Band 4 (mit Andreas Reiter), Lentia-Verlag, ISBN 978-3-9502622-6-1.
- Traun. Streiflichter zur Stadtgeschichte. (mit Andreas Reiter, Georg Sayer), Lentia-Verlag, Linz 2011, ISBN 978-3-9502622-8-5.
- Rosenbauer, ein Unternehmen schreibt Feuerwehrgeschichte. (mit Andreas Reiter), Lentia-Verlag, Linz 2011, ISBN 978-3-9502622-7-8.
- Eine Zeitreise nach St. Florian mit der Florianerbahn. (mit Andreas Reiter, Konstantin Putz, Kurt Jedliczka), Lentia-Verlag, Linz 2013, ISBN 978-3-9503469-4-7.
- 175 Jahre Linz Textil. 1838–2013. (Hrsg.; mit Roman Sandgruber, Dionys Lehner, Alexander Hofstadler), Linz 2013, 180 Seiten (online auf issuu.com).
- Traun-Chronik. Vom Ursprung bis heute. Traun 2015, ISBN 978-3-9503469-6-1.
- LiNZ Zeitgeschichte 1. Von der Provinz- zur Stahlstadt. Der Beginn der VÖEST. (mit Andreas Reiter), Lentia-Verlag, ISBN 978-3-9503469-0-9.
- LiNZ Zeitgeschichte 2. Von der Provinz- zur Stahlstadt. Wohnen u. Alltagsleben. (mit Andreas Reiter), Lentia-Verlag, ISBN 978-3-9503469-1-6.
- LiNZ Zeitgeschichte 3. Die Stadt im Aufbruch. Von den 50ern in die 70er-Jahre. (mit Andreas Reiter), Lentia-Verlag, ISBN 978-3-9503469-2-3.
- LiNZ Zeitgeschichte 4. Koks und Cola. Linz in den 50er-Jahren. (mit Andreas Reiter), Lentia-Verlag, ISBN 978-3-9503469-3-0.
- LiNZ Zeitgeschichte 5. Linz unter dem Hakenkreuz. Vision und Realität 1938–1945. Lentia-Verlag, ISBN 978-3-9503469-5-4.
- LiNZ Zeitgeschichte 6/7. Das Polizeiwesen der Stadt. (mit Anton Mitterhauser), Lentia-Verlag, ISBN 978-3-9503469-7-8.
- LINZ Zeitgeschichte 8. Der Arbeiter-Samariter-Bund. (Autor Bruno A. Wall), Lentia-Verlag, ISBN 978-3-9504690-1-1.
- Fokus Linz – Ein Porträt im Rundflug/An Aerial Tour. Lentia-Verlag, ISBN 978-3-9503469-9-2.
- Pasching im Wandel der Zeit. Lentia-Verlag, ISBN 978-3-9504690-0-4.
- Das erotische Leben des Heinrich D. Lentia-Verlag, ISBN 978-3-9504690-2-8.